# Dover (North Carolina)
Dover is een plaats (town) in de Amerikaanse staat North Carolina en valt bestuurlijk gezien onder Craven County.

## Demografie
Bij de volkstelling in 2000 werd het aantal inwoners vastgesteld op 443.
In 2006 is het aantal inwoners door het United States Census Bureau geschat op 414, een daling van 29 (-6.5%).

## Geografie
Volgens het United States Census Bureau beslaat de plaats een oppervlakte van
2,5 km², waarvan 2,5 km² land.

## Plaatsen in de nabije omgeving
De onderstaande figuur toont nabijgelegen plaatsen in een straal van 28 km rond Dover.